# Sogerianthe versicolor
Sogerianthe versicolor är en tvåhjärtbladig växtart som beskrevs av Danser. Sogerianthe versicolor ingår i släktet Sogerianthe och familjen Loranthaceae. Inga underarter finns listade i Catalogue of Life.